# Юсуф аль-Мутамін
Юсуф ібн Ахмад ібн Худ аль-Мутамін біллах (араб. المؤتمن بالله يوسف بن أحمد بن هود; д/н — 1085) — 7-й емір Сарагоської тайфи в 1081—1085 роках, талановитий арабський математик.

## Життєпис
Походив з династії Худидів. Син Ахмада I, еміра Сарагоської тайфи. Народився в Сарагосі, але коли саме невідомо. Здобув ґрунтовну та всебічну освіту. 1081 року після смерті батька успадкував Сарагосу, Туделу, Уеску, Калатаюд, а його брат — аль-Мундзір отримав Леріду, Тортосу і Денію.
Невдовзі вступив у протистояння з братом аль-Мунзіром проти якого спрямував кастильського найманця Родріго Діаса. Проте жодна зі сторін не мала успіху.
У 1082 році поновилася війна з Арагоном, війська якого 1083 року захопили міста Граус, Аєрбе, Болеа, Араскуес і Аргедес. У 1084 році Родрісо діас завдав поразки арагонському війську у битві біля Морельї. Це зупинило наступ арагонців на південь Піренеїв.
1085 року Юсуф аль-Мутамін уклав антикастильський союз з Ях'єю II, еміром Толедо, Аль-Мутавакілем, еміром Бадахосу, і аль-Мутамідом, еміром Севільї. Натомість Альфонсо VI, імператор всієї Іспанії, раптово захопив Толедо, зруйнувавши союз. Створилася загроза поваленню Усмана, еміра Валенсії, та васала Юсуфа. Але емір Сарагоси раптово помер того ж 1085 року. Йому спадкував син Ахмад II аль-Мустаїн.

## Наукова діяльність

Теорема Чеви за Юсуфом ібн-Мустаїном

Юсуф захоплювався поезією, медициною, астрономією та філософією. Втім головним напрямком була математика. Аль-мутамін є автором «Книга досконалості» (Кітаб аль-Істікмаль, араб. كتاب الإستكمال والمناظر), що стала збіркою теорем давньогрецьких вчених Евкліда та Архімеда, арабських Сабіти ібн Курри, Бану Муси, Ібн аль-Хайсама, а також власних геометричних теорем аль-Мутаміна.
Праця багато уваги приділяє ірраціональним числам, конічним розрізам, квадратурі параболічного відрізка, об'ємам та площам різних геометричних об'єктів. Автор зробив спробу класифікувати математики за категоріями Аристотеля: 1 розділ присвячено арифметики, 2 — геометрії, 2 — стереометрії.
Юсуф аль-Мустаїн першим довів теорему Чеви, яку в Європі було доведено лише 1678 року.